# りつりん2
りつりん2は、加藤汽船が所有しジャンボフェリーが運航するフェリー。神戸港・新港フェリーターミナル（兵庫県神戸市）と高松東港（香川県高松市）を結ぶ航路に就航している。

## 概要
林兼船渠の977番船として1990年7月に竣工し、2003年まで加藤汽船が運航していたが、現在は僚船「あおい」とともにジャンボフェリーが運航している。
船首はランプが露出しており切り落とされたような形状となっているほか、上部構造物が船首から船体中央に配置され後方は露天の車両甲板となるなど、特徴的な船容をしている。
2025年にりつりん2の後継となる新造船が就航予定である。

## 船内
2000年に一部改造を受けている。また2022年には新造船「あおい」就航に合わせ同船に準じた改装が施されており、自由席エリアと指定席「プレミア席」エリアに分けた形とした。

### 船室
- 自由席
  - 2階：リクライニング&ボックス席（リクライニング44席・ボックス5席）
  - 3階：のびのび席（68席）
- プレミア席
  - 1階：シングル個室（15室）
  - 2階：ボックス席（4席×6ブース）、
  - 3階：コンフォートリクライニング席（18席）、のびのび席（33席）、のびのび席女性専用（7席）、のびのびファミリー個室（2室）
- 和室「のびのび席」 - 3階、カーペット敷大部屋、電源コンセント付、女性専用ルームあり
- ドライバーズルーム

### 設備
屋上
- 展望デッキ

4階
- ゲームコーナー
- キッズスペース

3階
- 女性シャワー室（プレミア席客専用）
- 授乳室
- 歩行者乗船口(小豆島専用)

2階
- 男性浴室（プレミア席客専用）
- ショップ・うどんコーナー・カフェコーナー
- シャワー室（女性用のみ）

1階
- エントランス
- 歩行者乗船口
- ペットラウンジ
- ラゲッジスペース
- 身障者用エレベーター - 設置場所の関係上、2階は通過（トラックドライバー専用エリアになるため）。

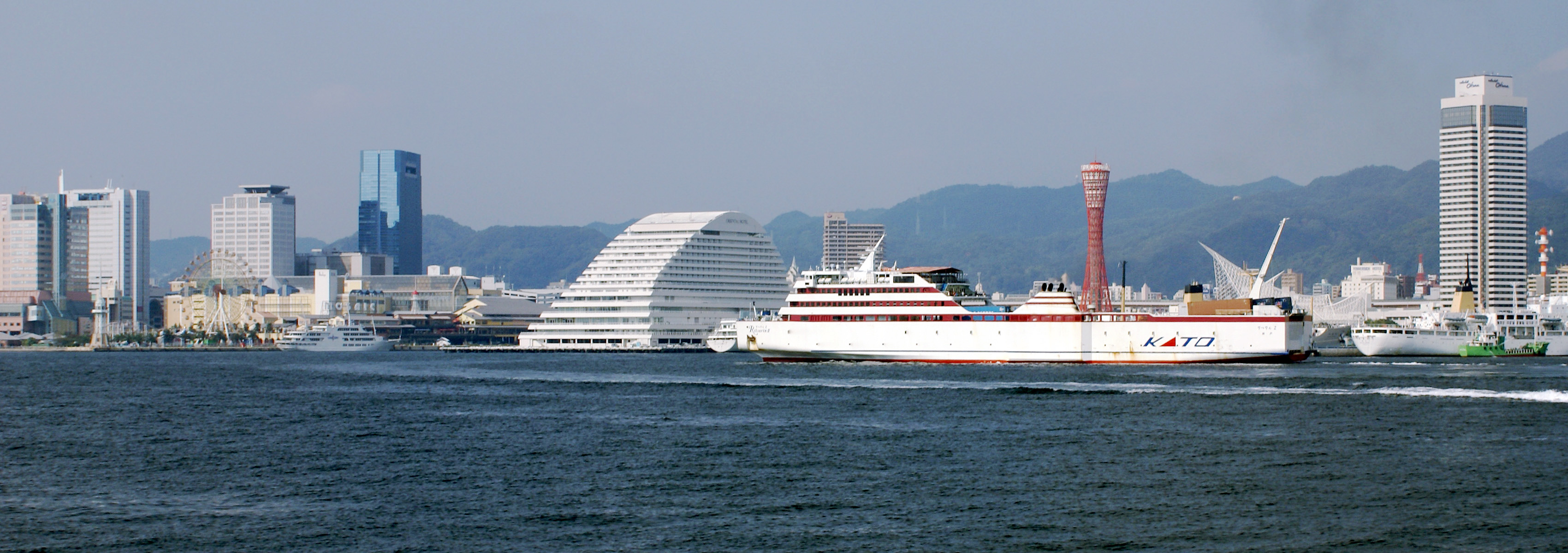
新港第三突堤から出航するりつりん2
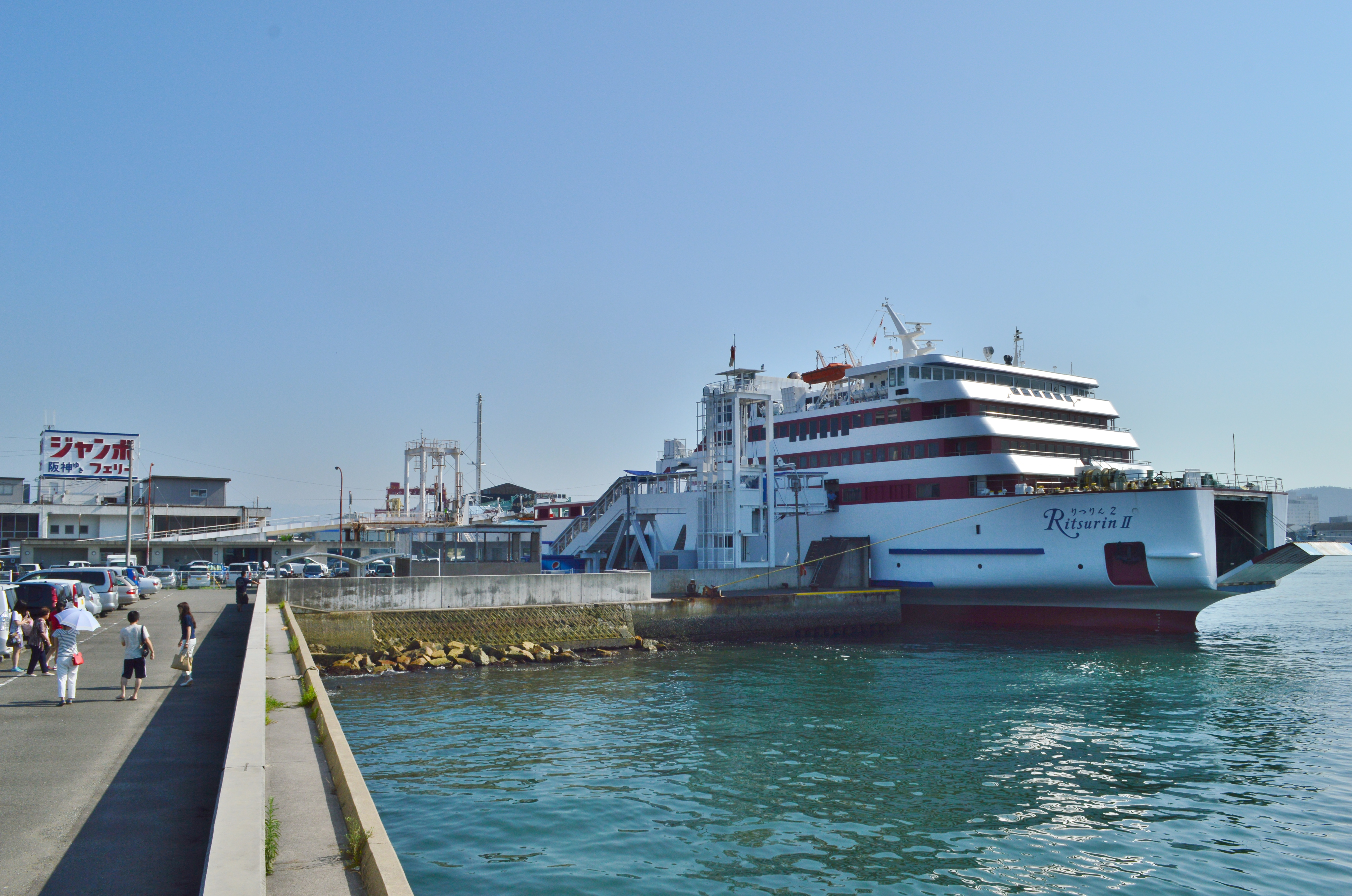
高松東港に接岸するりつりん2
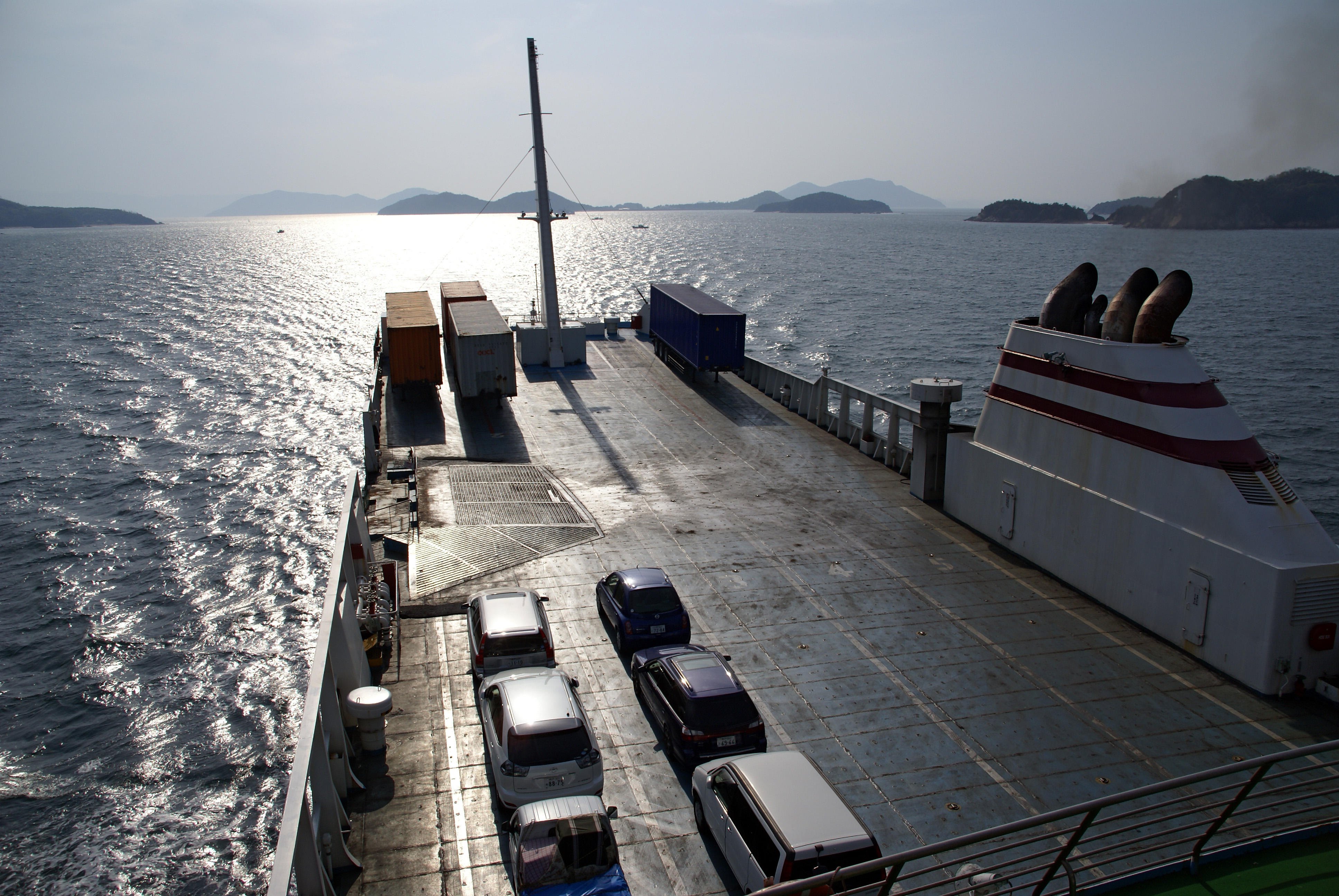
車両甲板
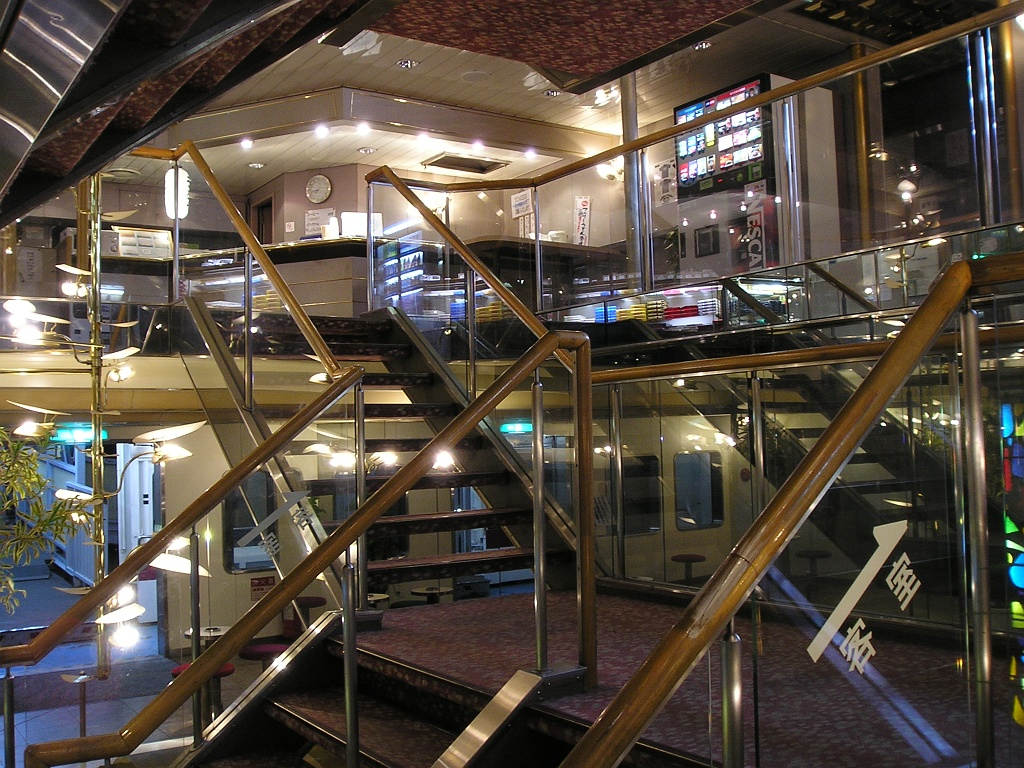
エントランス
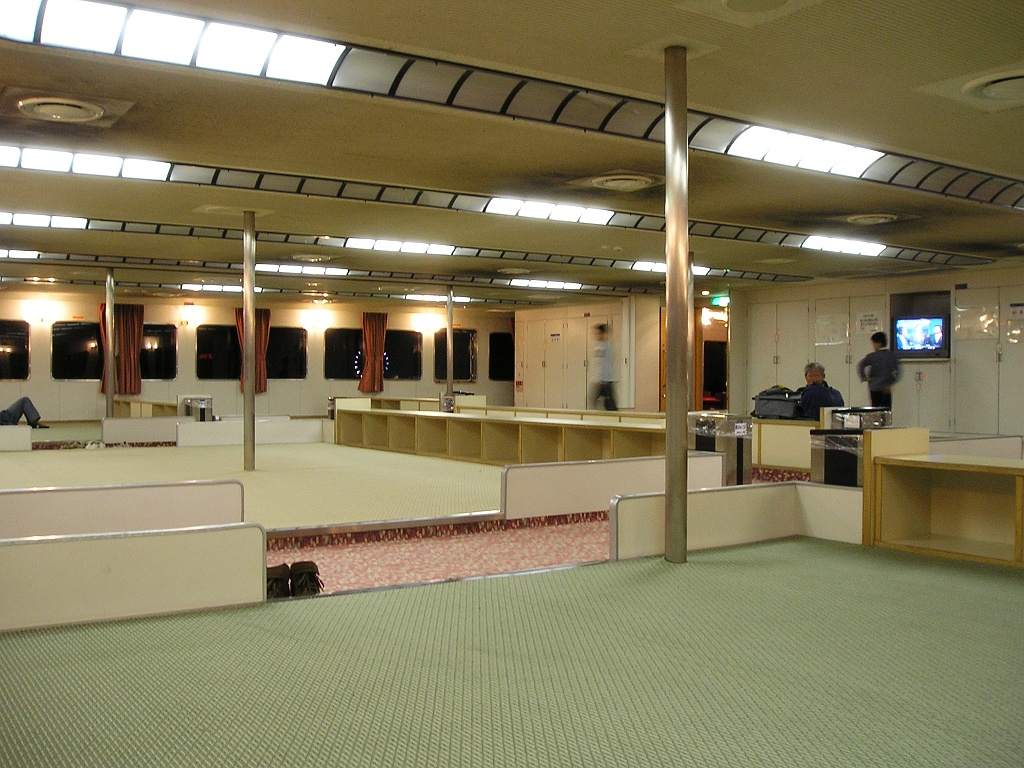
和室
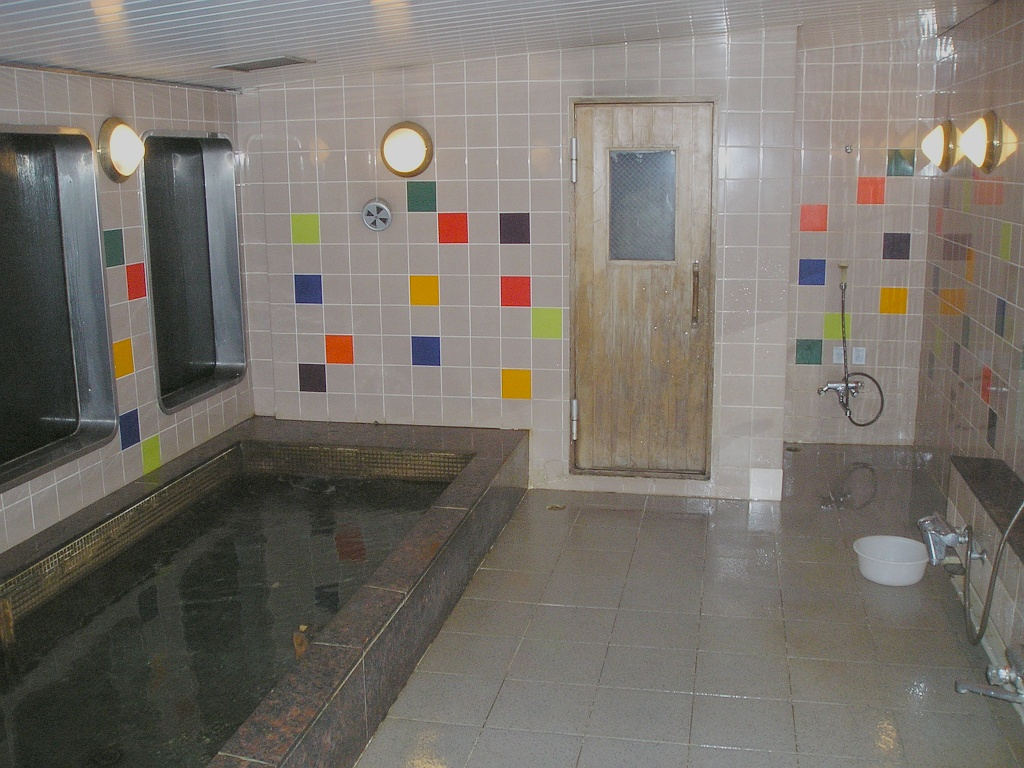
浴室

## 事故・インシデント

### 旅客船りつりん2火災事件
2000年2月28日22時20分ごろ、乗客60名、乗組員14名、トラック41台、乗用車3台、バイク1台を乗せて、播磨灘を高松港から神戸港へ向かっていた本船の機関室で火災が発生した。燃料供給弁の閉鎖の不手際もあり、消火器、放水による消火に失敗したため、主機室、補機室の水密扉、通風機などを封鎖してハロンガス消火設備による密閉消火を行い、23時20分ごろ火災はほぼ鎮火した。乗客は来援した第五管区海上保安本部巡視艇「あわぎり」「まやざくら」「こすもす」により明石港へ搬送され、一酸化炭素中毒となった乗客1名および、消火活動に当たり熱傷、気道熱傷を負った乗員2名が病院へ搬送された。